# Ceratochloa pitensis
Ceratochloa pitensis är en gräsart som först beskrevs av Carl Sigismund Kunth, och fick sitt nu gällande namn av Josef Holub. Ceratochloa pitensis ingår i släktet plattlostor, och familjen gräs. Inga underarter finns listade i Catalogue of Life.